# Ziziphus apetala
Ziziphus apetala är en brakvedsväxtart som beskrevs av Joseph Dalton Hooker och Marmaduke Alexander Lawson. 
Ziziphus apetala ingår i släktet Ziziphus och familjen brakvedsväxter. Inga underarter finns listade i Catalogue of Life.